# クスダマカビ
クスダマカビ(Cunninghamella)とは、接合菌類接合菌綱ケカビ目に属するカビのひとつである。丸く膨らんだ頂嚢の上に単胞子の小胞子のうを多数つける。

## 概説
クスダマカビはごく普通の腐性菌で、野外の土壌や糞などの有機物から頻繁に分離される。普通は時に害はないが、まれに人間のムコール症の病原体となる例も知られる。
表面に細かな棘の生えた分生子を頂嚢の表面に一面につける。和名はこれをくす玉に見立てたものと思われる。この分生子は単胞子性の小胞子嚢に由来すると思われる。
数種が存在するが、その分類には混乱が多い。

## 形態
もっとも普通のものは、C. echinulataである。以下の説明はこのカビについてのものである。
菌糸体はケカビ等によく似た、多核体の太い菌糸からなり、所々から細い仮根状の菌糸を出す。菌糸の太さは16μm程度まで。菌糸は基質中を伸び、あちこちから気中菌糸が伸びる。寒天培地では成長が早く、たとえばLcA培地、20℃の条件下でシャーレを満たすのに1週間、高さは3-5mmに達する。色は黄色みを帯び、最後にはシャーレの内部を菌糸で満たすまでになる。

### 無性生殖
無性生殖は分生子状の無性胞子の形成による。基質より立ち上がるか、斜めに伸びる気中菌糸の先端が膨らみ、頂のうとなると、その表面に多数の分生子のような構造が出芽状に生じる。これは成熟すると、表面に多数の短い刺状の突起を密生し、その基部で頂のうから離れて散布される。胞子はほぼ球形かやや楕円形で、その径は10μ前後。この胞子は適した基質の上に落ちると、発芽して菌糸を生じ、新たなコロニーを作る。この胞子は風の動きでたやすく散布される。
先端に頂のうを生じた菌糸は、その下の部分の側面にやや小型の頂のうを生じることが多い。二次的に生じる頂のうは、数個が束になって生じ、一次頂のうの下に数段に分かれて出現することが多い。また、より古くなった気中菌糸の側面から、不規則に小さな頂のうを出すこともある。
このほかに、特に大きな胞子を形成する場合があり、これをGiant Conidia、あるいはGiant Spolangiolumと呼ぶ。

### 有性生殖
ほとんどの種が自家不和合性なので、好適な株同士が接触した時のみに作られ、観察する機会は少ない。ただし1種のみ自家和合性の種(C. homothallica)がある。以下はこの種でのものである(Baijal & Mehrotra(1980)。
有性生殖は、ケカビ目に共通な配偶子のうの接合によって接合胞子のうを生じるというものである。その形はほとんどケカビのものと変わらない。適合する菌糸同士が接近すると、その両者から気中菌糸より太い太い配偶子のう柄を生じ、それらが接合すると、両者の先端部から接合子のうができる。接合子のうはおおよそは球形で径60μmまで。接合胞子嚢壁は丈夫で、その表面は凹凸があって、赤茶色っぽい色をしている。

### 無性胞子の素性
この菌の無性胞子は、古くは分生子と称していた。このことは、当初は特に疑問にはならなかったが、やがて接合菌の形成する分生子と言われるものに疑問が持たれるようになり、検討の結果、キクセラ目のものについては単胞子性の分節胞子のうであると判断された。コウガイケカビ類の場合も、単胞子性の小胞子のうであると考えられるようになった。
しかし、コウガイケカビなどでは小胞子のうの内側に胞子のう胞子が透けて見えるような場合もあるが、クスダマカビの場合、見かけ上の胞子がそのような構造を持っているという証拠は見えがたい。電子顕微鏡による断面の観察からも、胞子のう壁と胞子壁はきわめて密着している。

## 生育環境
土壌や糞から出現することが多い。空中雑菌として出現する例もある。

## 人間とのかかわり
ごく普通種ではあるが、人間とかかわる機会はほとんどない。まれに、人の真菌症の病原体として分離されることがある。しかし、積極的に感染するようなものとは考えられていない。なお、病原体として分離されるものはC. bertholletiaeと同定されている。

## 研究史
最初の記載は1903年、MatruchotがC.afrucanaを記載したことに始まる。しかし記載の不備などにより、この種はC.echinulataに改名された。
一般に、分生子形成菌は不完全菌とも呼ばれ、子嚢菌類ないし担子菌類に属する。しかしこの属の場合、Matruchotが記載した時点で、彼はこれをケカビ目であると判断した。その理由として、その菌糸体が無隔壁の多核体であり、ケカビなどのそれと類似すること、ケカビ目の菌だけを宿主とする寄生菌であるエダカビの宿主となるとの実験結果をあげている。さらにBlakesleeが1904年にこの種の接合胞子嚢を発見することでさらに確認され、これ以降、この菌は一貫してケカビ目に含まれて来た。

## 分類
上記のように、当初から接合菌類、ケカビ目に所属することは広く認められてきた。
ケカビ目の中での位置づけには変遷があり、当初はコウガイケカビなどとともにコウガイケカビ科に所属させる研究者が多かった。しかし、1939年にNaumovがThamnocephalis、Sigmoideomycesとともにクスダマカビ科を記載し、次第にこの扱いが定着した。
その後、細長い頂のうの表面に一面に胞子をつけるガマノホカビ属(Mycotypha)など、頂嚢上に小胞子嚢を生ずるケカビ類がここに含められたこともあったが、それらの多くは別の科に移された。ThamnocephalisとSigmoideomycesについては長らく正体不明に近い存在であったが、再発見の後に詳しい研究がなされ、現在ではトリモチカビ目に移された。ただクスダマカビ属のものは、菌糸体の構造や接合胞子のうの構造などは、原始的なものと見なされているケカビなどにごく似ているが、無性胞子の構造には非常に特殊化した部分があり、その類縁関係には定説がなかった。
分子系統に基づくと、このような形態的特徴による分類は系統関係をよく表していないと考えられるようになった。この類についてはHoffmann et al.(2013)はクスダマカビ科を認め、ただしこれに含めるのものとして、本属と同様に分生子状の胞子嚢をつける Hesseltinella の他にユミケカビ、Chlamydoabsidia とゴングロネラ Gongronella が挙げられている。ただし、これらを一つの科と見なす判断を確定してはいない。

### 種の区分について
属内の分類に関しては、混乱が多い。これはこのカビが非常に変異の幅が広く、またその特徴が変化しやすいことがその理由となっている。分類上重視される形態的特徴として、コロニーの色、、頂のうの形や配置、頂のうの上の胞子の配置、胞子の大きさや形、刺の様子、Giant spolangiolumを形成するかどうか等がある。これらの差に基づいて十数種の記載された種があり、別属として記載されたものもある。MuratellaやActinocephalumは同物異名と考えられる。ところが、これらに様々な変異があるだけでなく、培地組成や温度等の培養条件によって変化することも知られており、同一株が別種に判断された例すらある。
そのため、実際には何種あるかに関しては、さまざまな説がある。この属の検索表を1935年に提示したZychaは6種を認めたが、その後にこの類の総説を書いている研究者では1939年のNaumovは12種を認める一方で、1946年のCutterは5種、1967年のMilko & Beljakovaは4種、1983年のLunnは3種と1変種しか認めていない。
日本ではC. echinulataと、C. elegansの二種が普通である。C. elegansは、C. echinulataに比べてやや小型で、胞子の表面の刺が不明瞭である。ただし、C. echinulataの変種とする説もある。他に、C.homothalicaが日本からは知られている。この種は、この属で唯一の自家和合性の種であるが、新種記載以降の発見がない。